# Alpha House (Film)
Alpha House ist eine US-amerikanische Filmkomödie aus dem Jahr 2014 von Jacob Cooney, der gemeinsam mit Brandon Trenz das Drehbuch verfasste.

## Handlung
Für die Freunde Cameron und Zack beginnt die Studentenzeit auf der Sterling Universität. Darüber hinaus gelingt es beiden, sich erfolgreich für die Fraternity (dt. Studentenverbindung) „Alpha House“ zu bewerben. Diese hat auf dem College den Ruf, besonders wilde und ausschweifende Uni-Partys zu organisieren. Dieses ist dem stellvertretenden Dekan ein Dorn im Auge, sodass er Studentinnen der Sorority (dt. Damenverbindung) „Delta“ anbietet, ins „Alpha House“ zu ziehen. Leider ziehen in diesem Jahr dauerhaft weibliche Bewohnerin in das Frat House, sodass die bekannten Partys anders sind als die Jahre zuvor. Sind die Jungs anfänglich von den Bewohnerinnen begeistert und sie empfinden die Frauen als optisch durchaus reizvoll, ändert sich das, als die Frauen beschließen, die Kontrolle über das Haus zu übernehmen und dort eine ausschließlich weibliche Verbindung aufzubauen. Dagegen wollen Cameron, Zack und die anderen männlichen Mitstreiter vorgehen.
Was sie nämlich nicht wissen, dass die Studentinnen der „Delta“ mit dem Dekan eine Vereinbarung haben, absichtlich sexuelle Skandale zu provozieren und so einen nach dem anderen der männlichen Studenten des „Alpha House“ zu beseitigen.

## Hintergrund

### Produktion
Die Szenen im Verbindungshaus wurden im Anwesen 2218 S Harvard Blvd in Los Angeles gedreht.

### Veröffentlichung
Der Film erschien in den USA im Fernsehen unter dem Titel Sorority Sex House. In Deutschland startete er am 10. Oktober 2014 in den Videoverleih. Der Film wurde auch unter dem Titel Der Partylöwe vertrieben.

## Rezeption
„Uni-Trash-Komödie vom Fließbandproduzenten Asylum, die sämtliche Genre-Klischees vereint und das ohnehin geringe Niveau einschlägiger Vorbilder spielend unterbietet.“

Kino.de spricht von einer „effektiv gewirkten Asylum-Trash-Inszenierung“, dank „Rabauken, Party Animals und Nuditäten“.
bttm spricht von einem Film, der „American Pie wie einen Disney-Film“ aussehen lässt und er insgesamt genauso pfiffig wie dieser sei, „kitschig wie Road Trip, Mätzchen wie bei Harold & Kumar und Nacktheit wie im Playboy“. Rock102online.com bezeichnet den Film als „‚Oben-Ohne‘ und ‚bierdurchtränkter‘ Gag-Spaß“.
Im Audience Score, der Zuschauerwertung auf Rotten Tomatoes, hat der Film bei mehr als 100 Abstimmungen eine Wertung von 17 %. In der Internet Movie Database hat der Film bei knapp 3.000 Stimmabgaben eine Wertung von 3,7 von 10,0 möglichen Sternen (Stand: April 2024).